# (33630) Swathiravi
(33630) Swathiravi est un astéroïde de la ceinture principale.

## Description
(33630) Swathiravi est un astéroïde de la ceinture principale. Il fut découvert le 10 mai 1999 à Socorro (Nouveau-Mexique) par le projet LINEAR. Il présente une orbite caractérisée par un demi-grand axe de 2,30 UA, une excentricité de 0,06 et une inclinaison de 6,1° par rapport à l'écliptique.